# A Mikronéziai Szövetségi Államok külkapcsolatai

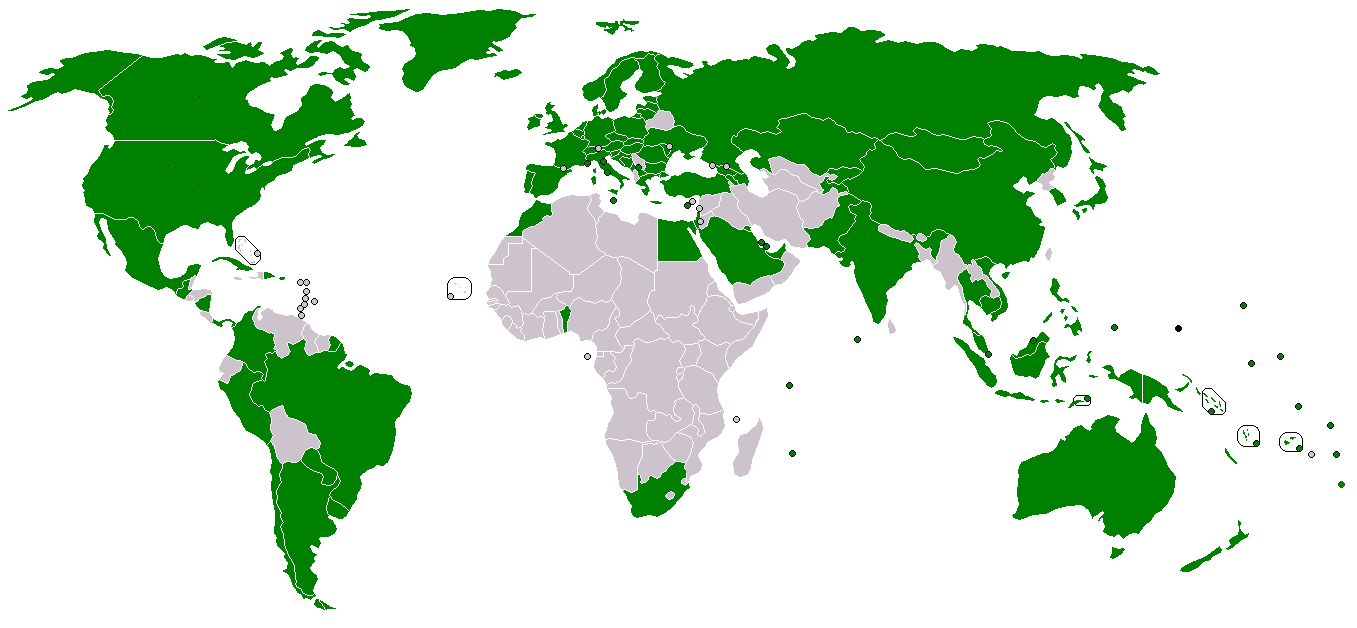
A Mikronéziai Szövetségi Államok (fekete) külkapcsolatai:
Államok, melyek hivatalos diplomáciai kapcsolatban állnak a Mikronéziai Szövetségi Államokkal

A Mikronéziai Szövetségi Államok egy három államból álló szövetségi rendszerű föderatív szigetállam a Csendes-óceán északi részén.
A szigetek felfedezői a portugálok voltak, majd 1696-ban a spanyolok vették birtokba a szigeteket. 1899-ben, a spanyol-amerikai háború után a szigeteket eladták Németországnak, majd az első világháború idején a japánok szállták meg. A második világháború idején, 1944-ben amerikai csapatok szállták meg, majd 1947. július 18-án megalapították a Csendes-óceáni Gyámsági Területet, amelyet az Amerikai Egyesült Államok közigazgatása alá rendeltek.
A négy szigetcsoport – Yap, Chuuk, Pohnpei és Kosrae – 1979-ben megalakította a Mikronéziai Szövetségi Államokat, amely 1986-ban az USA szabadon társult állama lett. A gyámságra vonatkozó megállapodásokat az USA kormánya érvénytelenítette. Az ENSZ 1990-ben elismerte független államként a Mikronéziai Szövetségi Államokat, majd 1991-ben felvette tagjai sorába.

## Diplomáciai kapcsolatok, nagykövetségek
A Mikronéziai Szövetségi Államok diplomáciai kapcsolatban áll 96 ENSZ tagállam országgal, a Vatikánnal, a Szuverén Máltai Lovagrenddel, Koszovóval, a Cook-szigetekkel és az Európai Unióval.
Az országnak a következő négy országban van nagykövetsége : Amerikai Egyesült Államok, Fidzsi-szigetek, Japán és Kína. Ezeken kívül állandó konzulátust tart fenn Guamban és Hawaii-in is. 
Akkreditált nagykövetségeket tart fent négy országhoz : Indonézia, Malajzia és Szingapúr (mindhárom Japánban található), valamint Izrael ( a Fidzsi-szigeteken).
A Mikronéziai Szövetségi Államokban négy ország nagykövetségei találhatóak meg, melyek a következőek: Amerikai Egyesült Államok, Ausztrália, Japán és Kína.
Akkreditált nagykövetségekkel 15 ország rendelkezik. Az Egyesült Királyság és Franciaország Fidzsi-szigeteki nagykövetsége van akkreditálva a mikronéz ügyekre is. A Dél-afrikai Köztársaság, Kanada és Olaszország akkredidált nagykövetségei Ausztráliában vannak; Csehországé, Finnországé, Hollandiáé, Portugáliáé, Spanyolországé és Svájcé pedig a Fülöp-szigeteken. Chile Washington-i nagykövetsége van akkreditálva a mikronéz ügyekre is, Horvátország akkreditált nagykövetsége Indonéziában található, míg Új-Zélandé Kiribatin.

## A Mikronéziai Szövetségi Államokkal diplomáciai kapcsolatban álló országok (100)

### ENSZ tagállam országok (96)
| 1.  | Amerikai Egyesült Államok                                                              | 1986. 11.03. | Az ENSZ Biztonsági Tanácsának állandó tagja. A NATO tagja. A Csendes-óceáni Közösség tagja. |
| 2.  | Marshall-szigetek                                                                      | 1987. 02.26. | A Csendes-óceáni Fórum tagja. A Csendes-óceáni Közösség tagja.                              |
| 3.  | Nauru                                                                                  | 1987. 04.10. | A Nemzetközösség tagja. A Csendes-óceáni Fórum tagja. A Csendes-óceáni Közösség tagja.      |
| 4.  | Tuvalu                                                                                 | 1988. 03.03. | A Nemzetközösség tagja. A Csendes-óceáni Fórum tagja. A Csendes-óceáni Közösség tagja.      |
| 5.  | Új-Zéland                                                                              | 1988. 06.30. | A Nemzetközösség tagja. A Csendes-óceáni Fórum tagja. A Csendes-óceáni Közösség tagja.      |
| 6.  | Ausztrália                                                                             | 1988. 07.06. | A Nemzetközösség tagja. A Csendes-óceáni Fórum tagja. A Csendes-óceáni Közösség tagja.      |
| 7.  | Fidzsi-szigetek                                                                        | 1988. 08.05. | A Nemzetközösség tagja. A Csendes-óceáni Fórum tagja. A Csendes-óceáni Közösség tagja.      |
| 8.  | Japán                                                                                  | 1988. 08.05. |                                                                                             |
| 9.  | Pápua Új-Guinea                                                                        | 1988. 09.21. | A Nemzetközösség tagja. A Csendes-óceáni Fórum tagja. A Csendes-óceáni Közösség tagja.      |
| 10. | Izrael                                                                                 | 1988. 11.23. |                                                                                             |
| 11. | Kiribati                                                                               | 1988. 12.09  | A Nemzetközösség tagja. A Csendes-óceáni Fórum tagja. A Csendes-óceáni Közösség tagja.      |
| 12. | Fülöp-szigetek                                                                         | 1989. 01.10. |                                                                                             |
| 13. | Tonga                                                                                  | 1989. 07.01. | A Nemzetközösség tagja. A Csendes-óceáni Fórum tagja. A Csendes-óceáni Közösség tagja.      |
| 14. | Kína                                                                                   | 1989. 11.09. | Az ENSZ Biztonsági Tanácsának állandó tagja.                                                |
| 15. | Szamoa                                                                                 | 1990. 03.13. | A Nemzetközösség tagja. A Csendes-óceáni Fórum tagja. A Csendes-óceáni Közösség tagja.      |
| 16. | Chile                                                                                  | 1990. 03.31. |                                                                                             |
| 17. | Salamon-szigetek                                                                       | 1990. 04.05. | A Nemzetközösség tagja. A Csendes-óceáni Fórum tagja. A Csendes-óceáni Közösség tagja.      |
| 18. | Vanuatu                                                                                | 1990. 04.19. | A Nemzetközösség tagja. A Csendes-óceáni Fórum tagja. A Csendes-óceáni Közösség tagja.      |
| 19. | Dél-Korea                                                                              | 1991. 04.05. |                                                                                             |
| 20. | Indonézia                                                                              | 1991. 07.16. | Az OIC tagja.                                                                               |
| 21. | Szingapúr                                                                              | 1991. 09.26. | A Nemzetközösség tagja.                                                                     |
|     | Államok, melyek az országot annak ENSZ tagsága után (1991. szeptember 17.) ismerték el |              |                                                                                             |
| 22. | Maldív-szigetek                                                                        | 1991. 10.24. | Az OIC tagja. A Nemzetközösség tagja.                                                       |
| 23. | Brunei                                                                                 | 1992. 02.23. | Az OIC tagja. A Nemzetközösség tagja.                                                       |
| 24. | Thaiföld                                                                               | 1992. 03.20. |                                                                                             |
| 25. | Németország                                                                            | 1992. 04.21. | A NATO tagja. Az Európai Unió tagja.                                                        |
| 26. | Ciprus                                                                                 | 1992. 05.05. | Az Európai Unió tagja.                                                                      |
| 27. | Peru                                                                                   | 1992. 05.07. |                                                                                             |
| 28. | Spanyolország                                                                          | 1992. 05.11. | A NATO tagja. Az Európai Unió tagja.                                                        |
| 29. | Ausztria                                                                               | 1992. 07.01. | Az Európai Unió tagja.                                                                      |
| 30. | Malajzia                                                                               | 1992. 07.06. | Az OIC tagja. A Nemzetközösség tagja.                                                       |
| 31. | Svédország                                                                             | 1992. 08.17. | A NATO tagjelöltje. Az Európai Unió tagja.                                                  |
| 32. | Egyesült Királyság                                                                     | 1992. 08.31. | Az ENSZ Biztonsági Tanácsának állandó tagja. A Nemzetközösség tagja. A NATO tagja.          |
| 33. | Kolumbia                                                                               | 1992. 09.08. |                                                                                             |
| 34. | Olaszország                                                                            | 1992. 11.27. | A NATO tagja. Az Európai Unió tagja.                                                        |
| 35. | Franciaország                                                                          | 1993. 02.05. | Az ENSZ Biztonsági Tanácsának állandó tagja. A NATO tagja. Az Európai Unió tagja.           |
| 36. | Guatemala                                                                              | 1993. 05.13. |                                                                                             |
| 37. | Argentína                                                                              | 1993. 07.27. |                                                                                             |
| 38. | Palau                                                                                  | 1994. 10.01. | A Csendes-óceáni Fórum tagja. A Csendes-óceáni Közösség tagja.                              |
| 39. | Portugália                                                                             | 1995. 03.24. | A NATO tagja. Az Európai Unió tagja.                                                        |
| 40. | Kambodzsa                                                                              | 1995. 05.02. |                                                                                             |
| 41. | Vietnám                                                                                | 1995. 09.22. |                                                                                             |
| 42. | Hollandia                                                                              | 1996. 04.15. | A NATO tagja. Az Európai Unió tagja.                                                        |
| 43. | Görögország                                                                            | 1996. 04.30. | A NATO tagja. Az Európai Unió tagja.                                                        |
| 44. | Belgium                                                                                | 1996. 10.28. | A NATO tagja. Az Európai Unió tagja.                                                        |
| 45. | India                                                                                  | 1996. 11.29. | A Nemzetközösség tagja. Az Arab Liga megfigyelő státuszú tagja.                             |
| 46. | Dél-afrikai Köztársaság                                                                | 1996. 12.12. | Az Afrikai Unió tagja. A Nemzetközösség tagja.                                              |
| 47. | Kanada                                                                                 | 1998. 03.03. | A Nemzetközösség tagja. A NATO tagja.                                                       |
| 48. | Oroszország                                                                            | 1999. 03.09. | Az ENSZ Biztonsági Tanácsának állandó tagja. Az OIC megfigyelő státuszú tagja.              |
| 49. | Ukrajna                                                                                | 1999. 09.17. | Az Európai Unió tagjelöltje.                                                                |
| 50. | Horvátország                                                                           | 1999. 09.30. | A NATO tagja. Az Európai Unió tagja.                                                        |
| 51. | Mexikó                                                                                 | 2001. 09.27. |                                                                                             |
| 52. | Svájc                                                                                  | 2003. 04.22. |                                                                                             |
| 53. | Izland                                                                                 | 2004. 09.27. | Az Európai Unió tagjelöltje. A NATO tagja.                                                  |
| 54. | Csehország                                                                             | 2004. 10.06. | A NATO tagja. Az Európai Unió tagja.                                                        |
| 55. | Írország                                                                               | 2004. 10.27. | Az Európai Unió tagja.                                                                      |
| 56. | Észak-Macedónia                                                                        | 2004. 11.30. | Az Európai Unió tagjelöltje. A NATO tagja.                                                  |
| 57. | Szlovákia                                                                              | 2006. 09.13. | A NATO tagja. Az Európai Unió tagja.                                                        |
| 58. | Észtország                                                                             | 2006. 09.22. | A NATO tagja. Az Európai Unió tagja.                                                        |
| 59. | Törökország                                                                            | 2006. 12.06. | A NATO tagja. Az Európai Unió tagjelöltje.                                                  |
| 60. | Dominikai Köztársaság                                                                  | 2007. 10.05. |                                                                                             |
| 61. | Luxemburg                                                                              | 2008. 04.24. | A NATO tagja. Az Európai Unió tagja.                                                        |
| 62. | Finnország                                                                             | 2010. 05.04. | A NATO tagja. Az Európai Unió tagja.                                                        |
| 63. | Egyiptom                                                                               | 2010. 09.25. | Az Afrikai Unió tagja. Az OIC tagja. Az Arab Liga tagja.                                    |
| 64. | Marokkó                                                                                | 2010. 10.13. | Az OIC tagja. Az Arab Liga tagja.                                                           |
| 65. | Brazília                                                                               | 2010. 10.25. | Az OIC megfigyelő státuszú tagja.                                                           |
| 66. | Szlovénia                                                                              | 2011. 03.29. | A NATO tagja. Az Európai Unió tagja.                                                        |
| 67. | Grúzia                                                                                 | 2011. 08.12. |                                                                                             |
| 68. | Magyarország                                                                           | 2011. 09.07. | A NATO tagja. Az Európai Unió tagja.                                                        |
| 69. | Uruguay                                                                                | 2013. 09.05. |                                                                                             |
| 70. | Montenegró                                                                             | 2013. 09.10. | A NATO tagja. Az Európai Unió tagjelöltje.                                                  |
| 71. | Litvánia                                                                               | 2013. 11.04. | A NATO tagja. Az Európai Unió tagja.                                                        |
| 72. | Mongólia                                                                               | 2013. 12.06. |                                                                                             |
| 73. | Lettország                                                                             | 2015. 02.26. | A NATO tagja. Az Európai Unió tagja.                                                        |
| 74. | Lengyelország                                                                          | 2015. 03.06. | A NATO tagja. Az Európai Unió tagja.                                                        |
| 75. | Kuba                                                                                   | 2015. 09.09. |                                                                                             |
| 76. | Kazahsztán                                                                             | 2015. 11.27. | Az OIC tagja.                                                                               |
| 77. | Kuvait                                                                                 | 2016. 09.02. | Az OIC tagja. Az Arab Liga tagja.                                                           |
| 78. | Egyesült Arab Emírségek                                                                | 2016. 09.08. | Az OIC tagja. Az Arab Liga tagja.                                                           |
| 79. | Örményország                                                                           | 2017. 09.21. |                                                                                             |
| 80. | Mauritius                                                                              | 2017. 10.10. | Az Afrikai Unió tagja. A Nemzetközösség tagja.                                              |
| 81. | Paraguay                                                                               | 2017. 10.11. |                                                                                             |
| 82. | Tádzsikisztán                                                                          | 2018. 02.02. | Az OIC tagja.                                                                               |
| 83. | Norvégia                                                                               | 2018. 04.12. | A NATO tagja.                                                                               |
| 84. | Dánia                                                                                  | 2018. 08.28. | A NATO tagja. Az Európai Unió tagja.                                                        |
| 85. | Málta                                                                                  | 2018. 09.25. | Az Európai Unió tagja. A Nemzetközösség tagja.                                              |
| 86. | San Marino                                                                             | 2018. 09.25. |                                                                                             |
| 87. | Kirgizisztán                                                                           | 2018. 10.30. | Az OIC tagja.                                                                               |
| 88. | Románia                                                                                | 2019. 02.05. | A NATO tagja. Az Európai Unió tagja.                                                        |
| 89. | Nicaragua                                                                              | 2019. 12.11. |                                                                                             |
| 90. | Panama                                                                                 | 2022. 09.20. |                                                                                             |
| 91. | Bahrein                                                                                | 2022. 09.21. | Az OIC tagja. Az Arab Liga tagja.                                                           |
| 92. | Bulgária                                                                               | 2022. 10.21. | A NATO tagja. Az Európai Unió tagja.                                                        |
| 93. | Bosznia-Hercegovina                                                                    | 2023. 04.19. | A NATO tagjelöltje. Az Európai Unió tagjelöltje.                                            |
| 94. | Szaúd-Arábia                                                                           | 2023. 11.07. | Az OIC tagja. Az Arab Liga tagja.                                                           |
| 95. | Monaco                                                                                 | 2025. 07.17. |                                                                                             |
| 96. | Pakisztán                                                                              | 2025. 08.14. | Az OIC tagja. A Nemzetközösség tagja.                                                       |

### Nem ENSZ tagállam országok (4)
|    | Állam            | Diplomáciai kapcsolat felvételének dátuma | Megjegyzések |
| -- | ---------------- | ----------------------------------------- | ------------ |
| 1. | Vatikán          | 1994. 01.27.                              |              |
| 2. | Máltai lovagrend | 1997. 11.12.                              |              |
| -  | Európai Unió     | 2001.                                     |              |
| 3. | Koszovó          | 2013. 09.17.                              |              |
| 4. | Cook-szigetek    | 2014. 09.24.                              |              |

## Mikronéziával diplomáciai kapcsolatban nem álló országok (105)

### ENSZ-tagállam országok (99)
Mikronézia nem áll diplomáciai kapcsolatban a következő országokkal
- Szerbia,  Albánia,  Andorra,  Liechtenstein,  Moldova,  Fehéroroszország,  Azerbajdzsán
- Szíria,  Libanon,  Jordánia,  Jemen,  Omán,  Katar,  Irak,  Irán,  Türkmenisztán,  Üzbegisztán,  Afganisztán,  Nepál,  Bhután,  Banglades,   Srí Lanka,  Mianmar,  Laosz,  Kelet-Timor,  Észak-Korea
- Algéria,  Tunézia,  Líbia,  Mauritánia,  Mali,  Niger,  Csád,  Szudán,  Szenegál,  Gambia,  Zöld-foki Köztársaság,  Guinea,  Bissau-Guinea,  Libéria,  Sierra Leone,  Burkina Faso,  Elefántcsontpart,  Ghána,  Togo,  Benin,  Nigéria,  Kamerun,  Gabon,  Egyenlítői-Guinea,  São Tomé és Príncipe,  Közép-afrikai Köztársaság,  Kongói Köztársaság,  Kongói Demokratikus Köztársaság,  Dél-Szudán,  Etiópia,  Eritrea,  Dzsibuti,  Szomália,  Kenya,  Tanzánia,  Uganda,  Ruanda,  Burundi,  Zambia,  Zimbabwe,  Malawi,  Mozambik,  Botswana,  Namíbia,  Angola,  Lesotho,  Szváziföld,  Madagaszkár,  Comore-szigetek,  Seychelle-szigetek
- Belize,  Salvador,  Honduras,  Costa Rica,  Haiti,  Jamaica,  Bahama-szigetek,  Antigua és Barbuda,  Saint Kitts és Nevis,  Dominikai Közösség,  Saint Lucia,  Saint Vincent és a Grenadine-szigetek,  Grenada,  Barbados,  Trinidad és Tobago
- Venezuela,  Guyana ,  Suriname,  Ecuador,  Bolívia

### Nem ENSZ-tagállam országok (9)
- Niue
- Abházia,  Észak-Ciprus,  Dél-Oszétia,  Nyugat-Szahara,  Palesztina,  Szomáliföld,  Kínai Köztársaság,  Dnyeszter Menti Köztársaság

## Nemzetközi szervezetek
| Szervezet    | |
| ------------ | --- |
| ENSZ         | Mikronézia 1991. szeptember 17-én csatlakozott az ENSZ-hez. Mikronéziának már voltak diplomáciai kapcsolatai a csatlakozás előtt is, azóta viszont folyamatosan építi diplomáciai kapcsolatait tovább. Mindazonáltal nem valamennyi ENSZ tagállam ország ismerte el a függetlenséget azonnal, jelenleg még 123 ENSZ tagállam nem ismerte el hivatalosan a függetlenséget és nem lépett diplomáciai kapcsolatba az országgal. Főleg az afrikai és a karibi téréségben van sok ország, amelyekkel még vette fel az állam a diplomáciai kapcsolatot, de Ázsiában és Európában is sok országgal szintén nem létesült még hivatalos diplomáciai kapcsolat. Mikronézia diplomáciai kapcsolatok kiépítése terén saját térségében, Óceániában aktív különösen, itt Niue kivételével valamennyi állammal diplomáciai kapcsolatban áll már. · Tagállamok (191 / 96) Megfigyelők (3 / 2) |
| EU           | Mikronézia tagja az ACP-országoknak, melyek együttműködési megállapodást kötöttek az Európai Unióval. Mikronézia folyamatosan létesít külön-külön is diplomáciai kapcsolatot a tagországokkal. Az Európai Unió 28 tagállamából mára valamennyi tagállammal diplomáciai kapcsolatba lépett az ország. A közösség hét hivatalos tagjelölt államából hárommal Moldova, ( Albánia és Szerbia nincs fennálló diplomáciai kapcsolata Mikronéziának. · Tagállamok (27 / 26) Tagjelöltek (7 / 5) |
| Afrikai Unió | Az Afrikai Unió nem alakított ki egységes álláspontot az elismerés kérdésében, az egyes tagállamok maguk döntenek a kapcsolatfelvétel mellett. Kontinentális szinten a diplomáciai kapcsolatok felvétele terén Afrika áll az utolsó helyen. Az Afrikai Unió tagállamai közül csak a Dél-afrikai Köztársasággal, Egyiptommal, Marokkóval és Mauritius-szal létesült diplomáciai kapcsolat. Tagállamok (54 / 4) |
| Arab Liga    | Az Arab Liga nem alakított ki egységes álláspontot az elismerés kérdésében, az egyes tagállamok maguk döntenek a kapcsolatfelvétel mellett. Tagállamok (22 / 6) Megfigyelők (4 / 2) |
| OIC          | Iszlám Konferencia Szervezete nem alakított ki egységes álláspontot az elismerés kérdésében, az egyes tagállamok maguk döntenek a kapcsolatfelvétel mellett. Tagállamok (57 / 14) Megfigyelők (6 / 3) |

## Tagság nemzetközi szervezetekben
A Mikronéziai Szövetségi Államok a következő nemzetközi szervezetek tagja:
- FAO, ICAO, Nemzetközi Büntetőbíróság, , Nemzetközi Olimpiai Bizottság, Vegyifegyver-tilalmi Szervezet, Csendes-óceáni Fórum, Csendes-óceáni Közösség, UNESCO, Egészségügyi Világszervezet, Meteorológiai Világszervezet
- továbbá tagja illetve aláírója: ACP-országok (cotonoui megállapodás), riói egyezmény, genfi egyezmények, az ENSZ éghajlatváltozási keretegyezménye és a kiotói jegyzőkönyv

## Fordítás
- Ez a szócikk részben vagy egészben  a   Foreign relations of the Federated States of Micronesia című angol Wikipédia-szócikk fordításán alapul.  Az eredeti cikk szerkesztőit annak laptörténete sorolja fel. Ez a jelzés csupán a megfogalmazás eredetét és a szerzői jogokat jelzi, nem szolgál a cikkben szereplő információk forrásmegjelöléseként.